# 勒克什迪亞鄉
45°00′N 21°37′E / 45.000°N 21.617°E
勒克什迪亞鄉（羅馬尼亞語：Comuna Răcășdia, Caraș-Severin），是羅馬尼亞的鄉份，位於該國西南部，由卡拉什-塞維林縣負責管轄，面積58平方公里，海拔高度152米，2007年人口2,053，人口密度每平方公里35人。